# Claudio Giovannesi
Claudio Giovannesi (Roma, 20 marzo 1978) è un regista, sceneggiatore e compositore italiano.

## Biografia
Laureato in Lettere moderne, si diploma in Regia al Centro sperimentale di cinematografia di Roma nel 2005. Dal 2001 al 2004 collabora con la redazione di Blob. Nel 2009 ha diretto il suo primo lungometraggio La casa sulle nuvole (Jury Special Award – Brussels Film Festival 2009; Premio Italia nel Cinema - MedFilm Festival 2009) e il documentario Fratelli d'Italia (Menzione speciale della giuria al Festival Internazionale del Film di Roma 2009; candidato ai Nastri d'argento come Miglior Documentario).
Nel 2012 ha diretto il suo secondo lungometraggio Alì ha gli occhi azzurri, film che ha vinto il Premio Speciale della Giuria e il Premio alla Miglior opera prima e seconda al Festival Internazionale del Film di Roma, il Premio FICE, il Premio Mario Verdone, è stato candidato ai Nastri d'argento come miglior film ed è stato presentato in concorso al Tribeca Film Festival. Il suo documentario Wolf ha vinto il Premio Speciale della Giuria al 31° Torino Film Festival ed è stato candidato ai Nastri d'argento come Miglior Documentario. Nel 2014 partecipa al film collettivo 9x10 novanta, presentato alla Mostra del Cinema di Venezia.
Nel 2016 il suo terzo lungometraggio da regista Fiore viene presentato in concorso nella sezione Quinzaine des Réalisateurs al 69º Festival di Cannes, conquistando sei candidature ai David di Donatello 2017 e ai Nastri d'argento 2017, tra cui quelle per il miglior film e la miglior regia. Nel 2019 dirige La paranza dei bambini, film tratto dall'omonimo romanzo di Roberto Saviano, e di cui è anche sceneggiatore assieme allo stesso Saviano e Maurizio Braucci, presentato in concorso al Festival di Berlino 2019 dove vince l'orso d'argento per la migliore sceneggiatura.

## Filmografia

### Regista

#### Lungometraggi
- La casa sulle nuvole (2009)
- Fratelli d'Italia – documentario (2009)
- Alì ha gli occhi azzurri (2012)
- Wolf – documentario (2013)
- Il mio dovere di sposa, episodio di 9x10 novanta – documentario (2014)
- Fiore (2016)
- La paranza dei bambini (2019)
- Hey Joe (2024)

#### Cortometraggi
- Il visionatore, episodio di Sintonie di primavera – documentario (2003)
- Da tutta Roma, episodio di Ciao Alberto – documentario (2003)
- In a Sentimental Mood (2004)
- L'uomo del sottosuolo (2005)

#### Televisione
- Gomorra - La serie – serie TV, 2 episodi (2016)

### Sceneggiatore

#### Lungometraggi
- La casa sulle nuvole (2009)
- Alì ha gli occhi azzurri (2012)
- Wolf – documentario (2013)
- Il mio dovere di sposa, episodio di 9x10 novanta – documentario (2014)
- Fiore (2016)
- La paranza dei bambini (2019)

#### Cortometraggi
- In a Sentimental Mood (2004)
- L'uomo del sottosuolo (2005)

### Colonne sonore

#### Lungometraggi
- La casa sulle nuvole (2009)
- Fratelli d'Italia – documentario (2009)
- Alì ha gli occhi azzurri (2012)
- Wolf – documentario (2013)
- Il mio dovere di sposa, episodio di 9x10 novanta – documentario (2014)
- Fiore (2016)

#### Cortometraggi
- In a Sentimental Mood (2004)

## Riconoscimenti
- Festival di Cannes
  - 2016 – In competizione per la Queer Palm per Fiore
- Festival di Berlino
  - 2019 – Orso d'argento per la migliore sceneggiatura per La paranza dei bambini
  - 2019 – In competizione per l'Orso d'oro per La paranza dei bambini
- David di Donatello
  - 2017 – Candidato al miglior film per Fiore
  - 2017 – Candidato alla miglior regia per Fiore
  - 2017 – Candidato alla migliore sceneggiatura originale per Fiore
  - 2017 – Candidato alla 3 Future Award per Fiore
  - 2020 – Candidato al miglior film per La paranza dei bambini
  - 2020 – Candidato alla miglior regia per La paranza dei bambini
  - 2020 – Candidato alla migliore sceneggiatura non originale per La paranza dei bambini[8]
- Nastro d'argento
  - 2013 – Candidato alla miglior regia per Alì ha gli occhi azzurri
  - 2014 – Candidato al miglior documentario per Wolf
  - 2016 – Premio speciale per Fiore
  - 2017 – Candidato al miglior film per Fiore
  - 2017 – Candidato alla migliore sceneggiatura per Fiore
  - 2019 – Candidato al miglior film per La paranza dei bambini
  - 2019 – Candidato alla miglior regista per La paranza dei bambini
  - 2019 – Candidato alla migliore sceneggiatura per La paranza dei bambini
- Premio Flaiano
  - 2020 – Miglior regia per La paranza dei bambini
- Festa del Cinema di Roma
  - 2009 – Miglior documentario per Fratelli d'Italia
  - 2012 – Premio speciale della giuria per Alì ha gli occhi azzurri
  - 2012 – Miglior opera prima e seconda per Alì ha gli occhi azzurri
  - 2012 – Candidato al Marc'Aurelio d'Oro per il miglior film per Alì ha gli occhi azzurri